# Hesperocorixa
Hesperocorixa is een geslacht van wantsen uit de familie duikerwantsen (Corixidae). Het geslacht werd voor het eerst wetenschappelijk beschreven door Kirkaldy in 1908.

## Soorten
Het genus bevat de volgende soorten:

- Hesperocorixa algirica (Puton, 1890)
- Hesperocorixa atopodonta Hungerford, 1927
- Hesperocorixa bertrandi Poisson, 1957
- Hesperocorixa brimleyi Kirkaldy, 1908
- Hesperocorixa castanea (Thomson, 1869)
- Hesperocorixa crassipala (Hungerford, 1940)
- Hesperocorixa distanti (Kirkaldy, 1899)
- Hesperocorixa escheri Heer, 1853
- Hesperocorixa furtiva (Horváth, 1907)
- Hesperocorixa georgiensis Egbert, 1946
- Hesperocorixa harrisii Uhler, 1878
- Hesperocorixa hokkensis (Matsumura, 1905)
- Hesperocorixa interrupta (Say, 1825)
- Hesperocorixa kennicottii (Uhler, 1897)
- Hesperocorixa kolthoffi (Lundblad, 1933)
- Hesperocorixa laevigata (Uhler, 1893)
- Hesperocorixa linnaei (Fieber, 1848)
- Hesperocorixa lobata Hungerford, 1925
- Hesperocorixa lucida (Abbott, 1916)
- Hesperocorixa luteola Nieser, 1979
- Hesperocorixa mandshurica (Jaczewski, 1924)
- Hesperocorixa martini Hungerford, 1928
- Hesperocorixa michiganensis Hungerford, 1926
- Hesperocorixa minor Abbott, 1913
- Hesperocorixa minorella Hungerford, 1926
- Hesperocorixa moesta (Fieber, 1848)
- Hesperocorixa nitida (Fieber, 1851)
- Hesperocorixa obliqua (Hungerford, 1925)
- Hesperocorixa occulta (Lundblad, 1929)
- Hesperocorixa parallela (Fieber, 1860)
- Hesperocorixa sahlbergi (Fieber, 1848)
- Hesperocorixa scabricula (Walley, 1936)
- Hesperocorixa semilucida (Walley, 1930)
- Hesperocorixa spatulata (Hungerford, 1940)
- Hesperocorixa suensoni (Hungerford, 1941)
- Hesperocorixa ussuriensis (Jaczewski, 1936)
- Hesperocorixa vulgaris (Hungerford, 1925)